# Soriculus medogensis
Soriculus medogensis — вид ссавців родини землерийкових (Soricidae). Це ендемік округу Медог у Тибеті (Китай), де він живе на висотах від 2100 до 2830 м над рівнем моря. Його природне середовище має характеристики тропічного лісу. Описаний у 2023 році на основі генетичних, морфологічних і морфометричних даних.